# Європоцентризм

Європа на мапі світу

Європоцентри́зм — уявлення про європейський континент як про центр культурно-історичного розвитку людства. Термін європоцентризм (євроцентризм) з'явився у 1980-ті завдяки творам єгипетського економіста Саміра Аміна (нар. 1931), що виступив з критикою цього — як він вважає — ідеологічного упередження. Згодом термін «європоцентризм» почав активно застосовуватися при вивченні процесів деколонізації у «третьому світі», явища «неоколоніалізм» і «залежного розвитку» країн світової капіталістичної «периферії».
1988 року вийшла Амінова книга «Євроцентризм. Критика однієї ідеолоґії», в якій він зокрема заперечує право сучасної європейської цивілізації вважатися єдиним спадкоємцем античної культури, а європейський феодалізм вважає лише окремим — периферійним і примітивним — випадком формації, базованої на сплаті данини, що вона власне і передувала появі капіталізму. Капіталізм, що поширився з Європи по всьому світу, не стільки об'єднав його, як вважали навіть критики капіталізму, такі як Карл Маркс (1818—1883), скільки «створив новий поділ, підпорядкувавши суспільні формації на периферії, що передували капіталізму, вимогам відтворення капіталу в центральній формації», себто в Європі, а європоцентризм є ідеологічним прикриттям цього поділу і підпорядкування.
Світогляд, підхід в гуманітарних науках та політична ідеологія, що розглядають європейську культуру та історію як центральні частини світової історії та культури, у крайньому вигляді європоцентризм переходить у віру у винятковість Європи (і ширше — Заходу) та її історичної місії. В такому погляді на історію європейці постають як єдині носії цивілізації та культури у морі «дикунів» і «варварів». Також європоцентризмові властиве ототожнення європейського та загальносвітового: увесь інший світ розглядається лише тією мірою, якою він дотичний до Європи.
Європоцентризм за походженням — типовий регіоналізм, погляд на світ зі свого боку. Однак провідна роль Європи та європейської культури Нового часу зробила європоцентризм панівним у світі. Зараз європоцентризм сприймається як необ'єктивне історично зумовлене явище. У країнах, що були колись європейськими колоніями, європоцентризм сприймається як расистська та колонізаторська ідеологія.